# Zeeforel
De zeeforel of schotzalm (Salmo trutta trutta) is een vis die vanuit de zee de rivieren optrekt om te paaien.

## Algemeen
De zeeforel wordt tot 150 cm lang. Hij komt van oorsprong voor in Europa en Azië. De zeeforel wordt beschouwd als een trekkende vorm van de forel (S. trutta). Uit onderzoek blijkt dat iedere forel zich, naargelang de omstandigheden, kan ontwikkelen tot ofwel migrerende vorm (zeeforel) of een vis die zijn hele leven in het opgroeigebied in het zoete water verblijft (beekforel). Het onderscheid in ondersoorten (S. trutta fario en S. trutta trutta) is daarom onjuist.
De meerforel heeft grofweg dezelfde levensgeschiedenis als de zeeforel, al groeien de volwassen exemplaren op in grote diepe bergmeren.
Sommige meren, rivieren en beeksystemen in Italië en op de Balkan (bijvoorbeeld: Salmo balcanicus) hebben hun eigen forellensoorten, met de geslachtsnaam Salmo en allemaal nauw verwant met de forel.

## Herkenning
De zeeforel heeft dezelfde lichaamsvorm als de beekforel, maar tijdens zijn verblijf in zee krijgt hij een zilveren kleur met zwarte vlekjes. Volwassen zeeforellen zijn te onderscheiden van zalmen door de grotere bek, de bredere staartwortel en de x-vormige zwarte vlekjes op het lijf. Het aantal schubben tussen het eind van de vetvin en het begin van de staartvin is bij de zeeforel 14 tot 19 (zalm 11-15). Als de zeeforel weer de rivieren optrekt verdwijnt de zilveren glans en krijgt hij zijn paaikleed.

## Leefwijze en verspreiding
De zeeforel is uitgezet in Noord-Amerika, Zuid-Amerika en Australië. In Amerika kent men hem als weakfish, zoutwaterforel en drummer. Hij komt daar voor in Atlantische kuststreken van kaap Cod tot Florida.
De zeeforel in Europa heeft een verspreiding van Galicië tot de Witte Zee.
In het noorden van het verspreidingsgebied blijft de zeeforel wat langer in het zoete water. Bij een lengte van 15 tot 35 cm (na één of twee jaar) trekken ze in een ruk de rivier af en beginnen hun leven in zee. Daar groeien ze snel en verblijven ze tot 5 jaar lang. Bij terugkeer naar het zoete water kunnen de zeeforellen met snelheden tot 22 km per dag weer terug naar de paaigronden trekken. In rivieren waar zalmen en zeeforellen voorkomen, trekken de laatstgenoemden wat verder de rivieren en beken op om te paaien.
Er wordt gepaaid in de brongebieden van snelstromende beken en rivieren, waar de eieren met grind worden bedekt. De zeeforel en de beekforel zijn beide vormen van dezelfde soort.
De zeeforel komt vrij algemeen langs de Nederlandse kust voor, voornamelijk op wiervelden bij basaltkeien. Op de rivieren werden de zeeforel nooit in dezelfde aantallen gevangen als de zalm. De Rijn en de Maas zijn vanwege hun lengte meer zalmrivieren. In de Vecht zijn deze vissen ook incidenteel gesignaleerd, m.n. bij de stuw in Junne. Zeeforellen werden op deze rivieren altijd wel incidenteel gevangen (schotjes). In Scandinavië, Schotland en Ierland is de zeeforel een gebruikelijke verschijning. Er wordt verondersteld dat de zeeforellen die in het Nederlandse zoete en zoute water worden gevangen, hoofdzakelijk afkomstig zijn van met name Deense populaties. De forellen trekken langs de kust naar geschikte biotopen met roodwieren om daar op te groeien en hebben niet het instinct van de zalm om altijd weer de geboorterivier op te zoeken, zodat ze ook bij ons wel de rivieren optrekken en misschien incidenteel ook wel paaien.

## Ecologische betekenis
Een zichzelf in stand houdende populatie van zeeforellen is een indicatie van een natuurlijk, schoon milieu waarin grind en zand bescherming voor de eitjes bieden. Door erosie en verstuwing zijn veel voormalige paaigronden niet meer geschikt of bereikbaar.

## Huidige situatie
Onderzoek over de trek van de zeeforel leert, dat de zeeforel enorm gebaat is bij een spuibeleid waarbij ruimte is om het zoete water binnen te trekken. Het IJsselmeer blijkt nu al een goede entree voor de Nederlandse wateren. Ook wordt er van een meer open Haringvliet verwacht dat dit de zeeforel ten goede zal komen. Ook blijkt dat bij het ontbreken van een goed functionerende vistrap men door middel van schutten gelegenheid kan geven tot stroomopwaartse trek. Dit werd voor 2005 bijvoorbeeld gedaan bij de stuw te Borgharen in afwachting van een geschikte vistrap.
De vangst van de zeeforel is krachtens de Visserijwet gesloten, zowel in de zoete wateren als in de 12 mijlszone langs de Nederlandse kust.De zeeforel staat niet op de rode lijst, omdat de paaigebieden waarschijnlijk buiten Nederland liggen.